# Hydra World Tour
Hydra World Tour è il secondo Tour dei Toto, nonché loro primo mondiale, a supporto del loro secondo album Hydra. Si svolse principalmente in Giappone e Stati Uniti, con una deviazione europea in Germania durante il mese di aprile. La scaletta comprendeva molte canzoni di primo e secondo album, più l'aggiunta di Tale of a Man, eseguita però stavolta senza outro e mai più riproposta dal vivo fino al 1998, e di un nuovo brano chiamato Runaway, mai inciso in studio e a oggi ancora inedito su disco. Fra le note da segnalare nel tour le date del 14 e 15 giugno, in cui la band suonò insieme ad artisti come Huey Lewis e The Doobie Brothers al Muntain Aire Festival, svoltosi al Calavaras County Fairgrounds in California. Lo show a Tokyo del 13 marzo, fu ripreso, mostrato in televisione e pubblicato tempo dopo in DVD. 

## Scaletta Classica
1. Intro (1970's Horror Movie Style)
2. Hydra
3. St. George and the Dragon
4. Mama
5. Child's Anthem
6. I'll Supply the Love
7. Angela
8. 99
9. Tale of a Man
10. Georgy Porgy
11. Rockmaker
12. Keyboard & Guitar Solo
13. Girl Goodbye
14. Hold the Line
15. White Sister
16. All Us Boys
17. Runaway

## Date
| Data       | Città                                | Luogo                        |
| ---------- | ------------------------------------ | ---------------------------- |
| 02/02/1980 | Stati Uniti Houston, Texas           | Music Hall                   |
| 02/03/1980 | Giappone Osaka                       | Festival Hall                |
| 03/03/1980 | Giappone Nagoya                      | Aichi-ken Kinro Kaikan       |
| 05/03/1980 | Giappone Osaka                       | Kosienenkin Hall             |
| 06/03/1980 | Giappone Kyoto                       | Kyoto Kaikan                 |
| 08/03/1980 | Giappone Tokyo                       | Shibuya Kokaido              |
| 09/03/1980 | Giappone Tokyo                       | Nakano Sun Plaza             |
| 11/03/1980 | Giappone Tokyo                       | Nakano Sun Plaza             |
| 12/03/1980 | Giappone Tokyo                       | Koseikenen Hall              |
| 13/03/1980 | Giappone Tokyo                       | Shibuya Kokaido              |
| 15/03/1980 | Stati Uniti Honolulu, Hawaii         | Neal Blaisdell Arena         |
| 16/03/1980 | Stati Uniti Norfolk, Virginia        | Premier Theatre              |
| 11/04/1980 | Germania Heidelberg, Eppelheim       | Rhein-Neckar-Halle           |
| 12/04/1980 | Germania Stoccarda                   | Böblingen Sporthalle         |
| 15/04/1980 | Germania Francoforte sul Meno        | Jahrhunderthalle             |
| 17/04/1980 | Germania Neunkirchen bei Nürnberg    | Serenadenhof                 |
| 19/04/1980 | Germania Amburgo                     | Sporthalle                   |
| 26/05/1980 | Stati Uniti Des Moines, Iowa         | State Fairgrounds Grandstand |
| 11/06/1980 | Stati Uniti Los Angeles, California  | Civic Auditorium             |
| 14/06/1980 | Stati Uniti Angel's Camp, California | Calavaras County Fairgrounds |
| 15/06/1980 | Stati Uniti Angel's Camp, California | Calavaras County Fairgrounds |
| 18/06/1980 | Stati Uniti Los Angeles, California  | Civic Auditorium             |

## Formazione
- Bobby Kimball - Voce
- Steve Lukather - Chitarra e Voce
- Keith Landry - Chitarra e Voce
- David Paich - Piano e Voce
- Steve Porcaro - Tastiere
- David Hungate - Basso
- Jeff Porcaro - Batteria